# Барби (филм)
„Барби“ (на английски: Barbie) е романтична комедия от 2023 година на режисьора Грета Гъруиг, която е съсценаристка с Ноа Баумбах. Базирана от едноименната играчка, произведена от „Мател“ и вдъхновена от нехудожествената книга „Съживяването на Офелия“, написана от Мери Пифър през 1994 г., филмът е първият игрален филм на „Барби“ след множество компютърно анимирани издадени директно на видео и стрийминг телевизионни филми. Във филма участват Марго Роби и Райън Гослинг, които играят съответно Барби и Кен, заедно с по-големия ансамблов актьорски състав.
Филмът е оригинално обявен през 2009 г. от „Юнивърсъл Пикчърс“, но разработката по филма оригинално започва през 2014 г. в „Сони Пикчърс“, след като откупи правата му. След множество смени на сценаристи и режисьори и кастинга на две различни актриси, за да изиграят главната героиня, опцията на „Сони“ е изтекла, и правата са прехвърлени в „Уорнър Брос Пикчърс“. Роби е одобрена в актьорския състав през 2019 г. и също служи като продуцент под компанията ѝ „Лъкичап Ентъртейнмънт“, заедно с „Мател Филмс“ и „Хейдей Филмс“. Геруиг е потвърдена като режисьор и съ-сценарист с Баумах през 2021 г. Снимките започват през март 2022 г. в Уорнър Брос Студиос, Лийвсдън, Англия и приключват през юли.
Премиерата на „Барби“ се състои в Шрайн Аудиторум на 9 юли 2023 г., и излиза по кината в Съединените щати на 21 юли 2023 г. от „Уорнър Брос Пикчърс“.

## Актьорски състав
- Марго Роби – Барби[6]
- Райън Гослинг – Кен[7]
- Рия Пърлман – Рут Хендлър, създателката на Барби[8]
- Америка Ферера – Глория, служителка на „Мател“, която откри Барби в истинския свят[9]
- Уил Феръл – главния изпълнителен директор на компанията за играчки[10]
- Различните вариации на Барби са изиграни от:
  - Кейт Маккинън – слабата Барби[11][12]
  - Иса Рей – Президент Барби[13][12]
  - Хари Неф – Доктор Барби[12][14]
  - Александра Шип – Писателката Барби[15]
  - Ема Маки – Психиатърката Барби[16]
  - Шарън Руни – Адвокатката Барби[8]
  - Дуа Липа – Русалката Барби[17][12]
  - Никола Коуглан – Дипломат Барби[8][12]
  - Ана Круз Кейн – Съдия Барби[8][12]
  - Риту Аря – Журналистката Барби[8][12]
- Различните вариации на Кен са изиграни от:
  - Кингсли Бен-Адир[8]
  - Симу Лиу[18][19][12]
  - Скот Евънс[8]
  - Нкути Гатва[18][8]
  - Джон Сина – Русалът Кен[20]
- Хелън Мирън – разказвачката[12]
- Емералд Финел – Фидж[8]
- Майкъл Сера – Алън[12][13]
- Ариана Грийнблат – Саша, дъщеря на Глория[21]
- Джейми Деметриу – служител на компанията за играчки[8]
- Конър Суинделс – Арън Динкинс, стажант на компанията за играчки
- Ан Рот – възрастна жена, която среща Барби[22]
- Мариса Абела[23]

## Премиера
Филмът излиза по кината в Съединените щати на 21 юли 2023 г. от „Уорнър Брос Пикчърс“.